# Bohdaneč
Bohdaneč – gmina w Czechach, w powiecie Kutná Hora, w kraju środkowoczeskim.
1 stycznia 2017 gminę zamieszkiwało 419 osób, a ich średni wiek wynosił 44,0 roku.